# 博尔胡内村
博尔胡内村（俄语：Село Болхуны）是俄罗斯联邦阿斯特拉罕州阿赫图宾斯克区所属的一个村。其下辖有1个居民点，行政中心为博尔胡内。据2015年统计，该村的人口为2079人。